# Habrocestoides sinensis
Habrocestoides sinensis är en spindelart som beskrevs av Prószynski 1992. Habrocestoides sinensis ingår i släktet Habrocestoides och familjen hoppspindlar. Inga underarter finns listade i Catalogue of Life.